# Bijelo Polje
Bijelo Polje (Montenegrijns: Бијело Поље, letterlijk "wit veld"; Albanees: Bellopojë of Akovë) is een Montenegrijnse gemeente.
Bijelo Polje telt 46.051 inwoners, waarvan er 15.883 in de hoofdplaats wonen.

## Demografie
De gemeente Bijelo Polje telt 46.051 inwoners (volkstelling van 2011), hetgeen 7,4% van de Montenegrijnse bevolking is. De gemeente heeft een urbanisatiegraad van 33%.
| stad Bijelo Polje     | 3.547  | 4.029  | 5.856  | 8.925  | 11.927 | 16.586 | 15.883 | 15.400 |
| gemeente Bijelo Polje | 36.795 | 41.432 | 46.651 | 52.598 | 55.634 | 55.268 | 50.284 | 46.051 |

#### Etniciteit
De bevolkingssamenstelling is erg heterogeen. De Bosniakken/Moslims van nationaliteit (41%) vormen de grootste bevolkingsgroep in de gemeente Bijelo Pole, gevolgd door Serviërs (36%) en Montenegrijnen (19%). Verder behoort minder dan 1% van de bevolking tot de  Romagemeenschap.

#### Religie
De aanhangers van de  Servisch/Montenegrijns-orthodoxe Kerk vormen een nipte meerderheid van de bevolking (54%). De  soennitische moslims vormen een relatief grote minderheid in de gemeente Bijelo Pole (43%).

## Geboren
- Anto Drobnjak (1968), Montenegrijns voetballer
- Radomir Đalović (1982), Montenegrijns voetballer
- Emir Kujović (1988), Zweeds voetballer

Andrijevica · Bar · Berane · Bijelo Polje · Budva · Cetinje · Danilovgrad · Gusinje · Herceg-Novi · Kolašin · Kotor · Mojkovac · Nikšić · Petnjica · Plav · Pljevlja · Plužine · Podgorica · Rožaje · Šavnik · Tivat · Tuzi · Ulcinj · Žabljak